# Luís Belchior
Luís Belchior es un deportista portugués que compitió en bochas adaptadas. Ganó una medalla de bronce en los Juegos Paralímpicos de Sídney 2000 en la prueba de equipo mixto (clase BC1-BC2).

## Palmarés internacional
| Juegos Paralímpicos | Juegos Paralímpicos | Juegos Paralímpicos | Juegos Paralímpicos  |
| Año                 | Lugar               | Medalla             | Prueba               |
| ------------------- | ------------------- | ------------------- | -------------------- |
| 2000                | Sídney (Australia)  | Medalla de bronce   | Equipo BC1-BC2 mixto |